# Težiščni dinamični čas
Težiščni dinamični čas (tudi baricentrični dinamični čas) (oznaka TDB Barycentric Dynamical Time)  je zemeljski čas popravljen z relativističnimi popravki tako, da se upošteva relativistično krajšanje časa pri izračunavanju izračunavanju tirnic planetov, asteroidov, kometov in vesoljskih plovil v Sončevem sistemu. Med težiščnim koordinatnim časom (TCB) in težiščnim dinamičnim časom je zelo majhna razlika, ki je v vsakdanjem življenju ne zaznamo. Ni popolnoma natančno definiran, zato se bolj pogosto uporablja težiščni koordinatni čas (TCB). V letu 2006 so njegovo definicijo popravili tako, da ga sedaj obravnavajo kot linearno transformacijo težiščnega koordinatnega časa. 
Povezava med zemeljskim časom in težiščnim dinamičnim časom je:
TDB = TT + 0,001658 sin (g) + 0,000014 sin (2g) sekund
kjer je 
g = 357,53 + 0,9856003 ( JD – 2451545,0 )°
JD julijanski datum.
Razmerje med težiščnim koordinatnim (TCB) in težiščnim dinamičnim časom (TDB) je 
1 + 1,550519748. 10-8 s.

## Zgodovina
Od nekdaj so se efemeride izračunavale na osnovi vrtenja Zemlje. To je bil univerzalni čas (UT), ki sedaj ne zadošča vsem zahtevam sodobne astronomije. Pozneje so uvedli efemeridni čas (ET) s pomočjo katerega so pripravljali efemeride. Tudi ta čas ni zadovoljeval vseh potreb astronomov. Čas je sicer tekel enakomerno v danem opazovalnem sistemu, nanj pa je vplivalo podaljšanje časa, če ga primerjamo z lastnim časom drugih nebesnih teles. Čas na Zemlji ne teče vedno enako. 
V letu 1976 so definirali dva časa, ki naj bi zamenjala efemeridni čas in upoštevala tudi relativistične pojave. Prvi čas, kot naslednik efemeridnega časa, je bil zemeljski dinamični čas (TDT – pozneje so ga preimenovali v zemeljski čas z oznako TT). Uvedli so tudi težiščni dinamični čas (TDB), ki bi tekel enakomerno v opazovalnem sistemu, ki se giblje skupaj s težiščem Osončja. Po daljšem času bi tekel enako kot zemeljski dinamični čas. Ker pa je dolžina sekunde določena z urami na Zemlji, pride do protislovja, ker bi sekunda morala biti določena v opazovalnem sistemu, ki miruje. Kot rezultat tega so pri Mednarodni astronomski zvezi določili dva nova časa, ki so ju imenovali težiščni koordinatni čas in geocentrični koordinatni čas (TCG). Geocentrični koordinatni čas je zamenjava za težiščni dinamični čas. 
Hitro so ugotovili, da težiščni dinamični čas ni dober, ker ne spremlja splošne relativistične metrike. Niti ni bil točno določen odnos do zemeljskega dinamičnega časa.